# Vehículo histórico

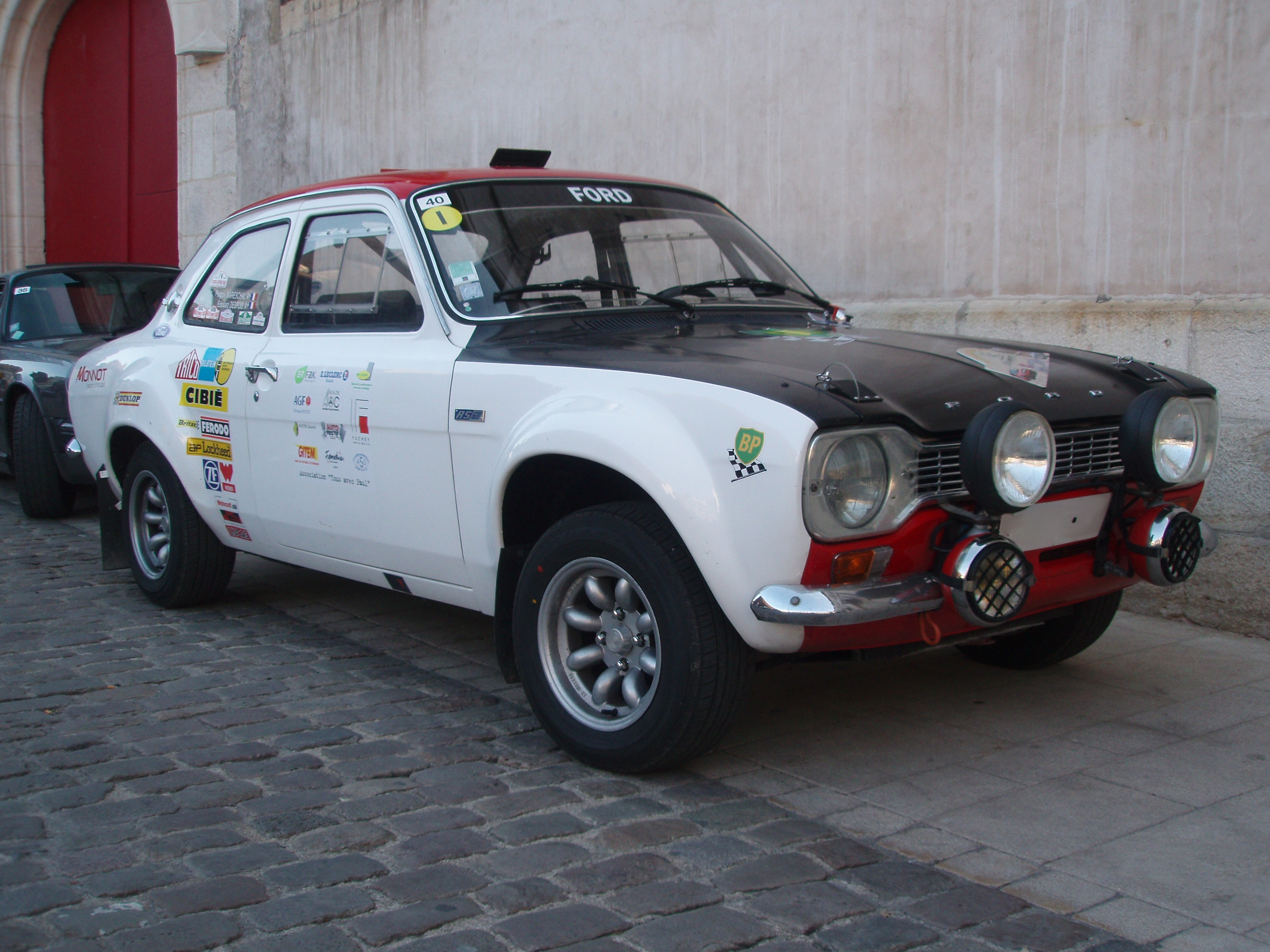
El Ford Escort RS 1600 es un ejemplo de un vehículo histórico.

Un vehículo histórico, es aquel que tiene una antigüedad mínima de 30 años. Para la FIA, esta clasificación, incluye cualquier vehículo construido desde los albores del automovilismo hasta la actualidad. Un Ford Escort RS 1600 o un monoplaza de Fórmula 1, de los años 50, son vehículos históricos.
En automovilismo, los vehículos históricos solo pueden participar en el conocido como automovilismo histórico, donde se celebran las pruebas de clásicos, como los rally de históricos. En esta disciplina existen tres tipos de coches históricos:
- Original: el mismo ejemplar que compitió en su época.
- Réplica: automóviles preparados en la actualidad con las mismas características y especificaciones con las que competían en su época.
- Clon: automóviles preparados en la actualidad que intentan ser una réplica fiel con el coche de época. En los mejores casos, es difícil distinguir entre el original y su clon.

## El vehículo Histórico en España
Concretamente en España después de varios cambios en la normativa, el vehículo histórico se tiene que tramitar para pasarlo a categoría de servicio histórico, el cual debe de pasar unos requisitos que serian los siguientes:
- Antigüedad mínima del vehículo 30 años.
- Modelo fuera de producción (que ya no se fabrique).
- Estar en su estado original sin cambios fundamentales en sus características técnicas o componentes principales.
- En perfecto estado de conservación y buen estado de mantenimiento.

Una vez paso el vehículo a Histórico estos deben de tener una matricula Histórica o un distintivo con una pegatina con una H en la luna delantera lado copiloto que sustituye al antiguo distintivo VH que iba en la parte trasera. 
Por otro lado en la actualidad estos vehículos quedarían exentos del impuesto municipal y de las ZBE (dependiendo de las normativas de cada ayuntamiento), no pueden utilizarse como coche de diario, pues solo podrán utilizarse 96 días al año, también se modifica la normativa de la ITV para estos vehículos que pasaran la Itv cada cierto tiempo dependiendo de su antigüedad o quedando exentos al llegar a determinada edad. Estos cambios llegaron con la nueva normativa aproada el 1 de octubre de 2024. 